# Paulo Castilho (escritor)
Paulo Castilho (Matosinhos, 10 de Fevereiro de 1944) é um escritor e diplomata português.
Licenciou-se em Direito, na Universidade de Lisboa.
Como diplomata esteve em Washington, D.C. no perído de 1970 a 1971  e Londres (conselheiro da embaixada) no período de 1980 a 1985. Foi ainda, embaixador em Estocolmo e na Letónia e na Irlanda.. Foi representante de Portugal no Conselho da Europa, em Estrasburgo. 

## Obras literárias
- O Outro Lado do Espelho (1983) (romance)[1]
- Fora de Horas (1989) (romance)[1]
- Sinais Exteriores (1993) (romance)[1]
- Parte Incerta (1997) (romance)[1]
- Por Outra Palavras (2000) (romance)[1]
- Letra e Música (2008) (romance)
- Domínio Público (2011) (romance)

## Prémios
- Prémio Fernando Namora com Domínio Público (2012)
- Prémio P.E.N. Clube Português de Novelística com Fora de Horas (1990)
- Grande Prémio de Romance e Novela APE/IPLB com Fora de Horas (1989)
- Prémio Municipal Eça de Queirós com Fora de Horas (1989)
- Prémio Literário Diário de Notícias com O Outro Lado do Espelho (1984)